# Friganisme
Friganisme (engelsk: freeganism) er en livspraksis, der vægter minimal deltagelse i den konventionelle forbrugsøkonomi og i stedet anvender alternative strategier for at skaffe nødvendige ressourcer. Friganeres kost består ofte af skraldet mad, som ellers ville have været smidt ud.
| Bæredygtighed | Spire Denne artikel om bæredygtighed og miljø er en spire som bør udbygges. Du er velkommen til at hjælpe Wikipedia ved at udvide den. |